# UTM-02
UTM-02는 자기부상열차의 지속적인 연구를 위해 개발된 차량이다. 차량 개발은 한국기계연구원 시험선에서 진행되었다.

## 역사
1989년, 대한민국은 국가 연구개발사업으로 한국기계연구원에서 자기부상열차를 개발하기 시작하였다. 개발사업 참여 업체였던 현대정공에서 시속 30km급의 1993년 대전 엑스포 전시용 차량을 개발하는 데 성공하였다.
이후 각각 1998년과 2006년, 총 435억 원의 연구 개발비를 투입하여, 실용화 전단계 프로토타입 UTM-01 모델과 시속 110km급의 실용화 모델인 UTM-02 개발에 성공하여 원천 기술을 확보하였다.
시운전을 거친 후 2008년 4월 21일, 엑스포역↔과학관역 1km 구간이 개통되었다. 2011년까지 차량을 현대로템에서 관리하였으나 계약 만료로 이후부터는 국립중앙과학관에서 차량 관리를 맡았다. 2015년, 엑스포 재창조 사업으로 인하여 엑스포과학공원이 철거되는 과정에서 엑스포역과 과학관역을 잇는 선로도 해체되어 현재는 국립중앙과학관 구내에서만 운행할 수 있다.

## 특징
UTM-02는 현대로템이 한국기계연구원 기술을 기반으로 제작하였다.
대한민국에서 최초로 상업 운행을 시작한 자기부상열차이며 운전실이 신분당선, K-AGT처럼 객실과 이어져 있어 전면 조망이 가능하다. 부상방식은 저속 주행에 적합한 상전도 흡입식으로, 평균 속도는 30km/h이다. 2가지의 도색이 있다.

## 편성
MC1-MC2

## 같이 보기
- 국립중앙과학관 자기부상열차
- 인천공항 자기부상철도
- 에코비